# النوبة (السدة)

تعديل مصدري - تعديل

النوبة محلة تابعة لقرية بيت معزب، التابعة لعزلة جبل عصام بمديرية السدة إحدى مديريات محافظة إب في الجمهورية اليمنية.، بلغ تعداد سكانها 93 حسب تعداد اليمن لعام 2004.